# Blutiger Sonntag (Colmar)
Als Blutiger Sonntag von Colmar (frz. le dimanche sanglant) wird eine tätliche Auseinandersetzung zwischen elsässischen Autonomisten und pro-französischen Elsässern am 22. August 1926 in Colmar (Département Haut-Rhin) bezeichnet.

## Vorgeschichte
Die überwiegend deutschsprachigen Départements Moselle, Haut-Rhin und Bas-Rhin waren nach dem Deutsch-Französischen Krieg 1871 als Reichsland Elsass-Lothringen von Deutschland annektiert worden. Nach dem verlorenen Ersten Weltkrieg erfolgte die Reannexion durch Frankreich. In der Folge wurden hunderttausende ethnische Deutsche binnen weniger Wochen ausgewiesen. Die französische Regierung betrieb eine Assimilationspolitik. Diese Politik wurde zunächst auch von einem Großteil der elsässischen und lothringischen Politiker unterstützt.
Die Kammerwahlen 1924 brachten in ganz Frankreich einen Sieg der Linken. Die Regierungserklärung des neuen Regierungschefs Édouard Herriot vom 17. Juni 1924 wurde im Elsass mit Empörung aufgenommen. Herriot erklärte, das Prinzip des Laizismus, das seit 1905 durch das Gesetz zur Trennung von Kirche und Staat geregelt wird, auch im Elsass und in Lothringen durchsetzen zu wollen. Das Konkordat von 1801 sollte nicht mehr gelten und die Konfessionsschulen aufgehoben werden. Am 19. Juni trug Robert Schuman eine Protesterklärung von 21 Abgeordneten des Elsass und aus Lothringen in der Kammer vor. Am 15. September 1924 verabschiedeten die Generalräte im Ober- und Unterelsass und Lothringen gleichlautende Erklärungen. Das Volk folgte den Aufrufen der katholischen Kirche und der bürgerlichen Parteien zu Massendemonstrationen. Insgesamt nahmen mehr als 100.000 Bürger an Demonstrationen teil, davon 50.000 am 20. Juli 1924 in Straßburg. Ein Schulstreik wurde flächendeckend befolgt. Im März 1925 fand eine Volksbefragung statt. Gefragt wurde, ob die „integrale Aufrechterhaltung des gegenwärtigen Schulregimes, sowie die Respektierung der religiösen Freiheiten und Einrichtungen“ unterstützt werde. Diese Forderung unterstützen im Unterelsass 181.612, im Oberelsass 191.703 und in Lothringen 198.329 Wahlberechtigte.
Herriot konnte sich mit seinen Forderungen nicht durchsetzen. Der Staatsrat entschied am 24. Januar 1925, dass das napoleonische Konkordat vom 18. Germinal An X (Französischer Revolutionskalender) (nach unserem Kalender der 8. April 1802) in Kraft bliebe. Aufgrund der wirtschaftlichen Probleme stürzte am 10. April 1925 die Regierung Herriot; der Kulturkampf war von den bürgerlichen Kräften im Elsass und in Lothringen gewonnen worden.
In den folgenden Jahren entwickelte sich besonders im Elsass eine Autonomiebewegung, die von der französischen Zentralregierung bekämpft wurde. Am 7. Juni 1926 veröffentlichte Der Elsässer das Heimatbund-Manifest des Elsaß-Lothringischen Heimatbundes, das von 102 Heimatrechtlern unterzeichnet wurde. Per Dekret vom 11. Juni 1926 wurden die Gemeinde- und Staatsbeamten, die das Manifest unterschrieben hatten, suspendiert bzw. amtsenthoben.

## Der blutige Sonntag von Colmar
Am 22. August 1926 traf der Vorsitzende des Elsaß-Lothringischen Heimatbundes, Eugen Ricklin, auf dem Bahnhof von Colmar ein, um auf einer von der zuständigen Präfektur erlaubten Versammlung mit Joseph Rossé, dem Generalsekretär der einflussreichen regionalen Lehrergewerkschaft (Union des groupements professionnels des membres de l’enseignement d’Alsace et de Lorraine), lokalen Anhängern der Autonomiebewegung und sympathisierenden Kommunisten gegen die Maßnahmen vom 11. Juni 1926 zu protestieren. Auf dem Protestmarsch vom Bahnhof zum Versammlungsort kam es zu gewaltsamen Zusammenstößen zwischen den Veranstaltungsteilnehmern und nationalistischen Gegendemonstranten. Die anwesenden Polizeikräfte griffen in die blutigen Kämpfe, bei denen u. a. Ricklin erheblich verletzt wurde, nicht ein.

## Nachgeschichte
In der Folge des „Blutsonntags“ versuchte die Regierung Poincaré verstärkt, die elsässische Autonomiebewegung politisch auszuschalten. Am 26. November 1927 erfolgte eine Hausdurchsuchung bei Joseph Rossé, am 1. Dezember wurde er verhaftet. In den Folgetagen erfolgten noch über 100 weitere Hausdurchsuchungen und über 20 Verhaftungen. 1928 wurde gegen die Festgenommenen im Colmarer Komplott-Prozess verhandelt.